# 拉斯克鲁塞斯 (贝拉瓜斯省)
拉斯克鲁塞斯是巴拿马贝拉瓜斯省卡尼亚萨斯区的一个城市，2010年是人口为1,364，该市设立于2008年6月24日。